# Superliga de Grecia
La Super League Ellada (en griego: Σούπερ Λιγκ Ελλάδας, romanizado: Soúper Ligk Elladas) (y por motivos de patrocinio Stoiximan Super League) es una competición entre clubes de fútbol de Grecia. Es la primera división del fútbol griego.
El torneo fue considerado como la 15.ª mejor liga del mundo según el ranking oficial de la Federación Internacional de Historia y Estadística de Fútbol (IFFHS) en el 2024.

## Historia
El primer campeonato griego funcionó entre 1906 y 1913 bajo la organización de la Federación Griega de Gimnasia (SEGAS), con sede en Atenas. Posteriormente, bajo el paraguas de la EPSE, precursora de la actual Federación Helénica de Fútbol, la EPO, se disputaron varios campeonatos regionales.
En 1927 la EPO puso en marcha el primer campeonato nacional considerado oficial, el Campeonato Panhelénico. En este torneo solo tomaban parte equipos de Atenas, El Pireo, Tesalónica y Patras. Se disputaban simultáneamente varias ligas regionales y posteriormente los campeones locales se enfrentaban entre sí en una liguilla final.
En 1959 el campeonato pasó a ser profesional, y se abandonó el formato regional para crear una única liga nacional. La primera división (Nivel I) era la Alpha Ethniki (en español: División A), aunque en la temporada 2006/07 cambió ese nombre por el actual Superliga.

## Sistema de competición
La Federación Helénica de Fútbol organiza este torneo de liga, compuesto de 14 clubes. Todos deben enfrentarse entre sí, en dos ocasiones, y el sistema de puntuación es el siguiente: tres puntos para el vencedor de un partido, cero puntos para el perdedor de un partido y en caso de que dos equipos hayan empatado un partido, se les compensa con un punto para cada uno. La Superliga otorga dos plazas para la UEFA Champions League (campeón y subcampeón) y dos para la UEFA Europa Conference League (tercero y cuarto), además de la una plaza en la Europa League para el campeón de la Copa de Grecia.
Hasta 2017, se disputaba al acabar el campeonato una liguilla entre los equipos situados entre la segunda y la quinta plaza para determinar la plaza restante de UEFA Champions League y las dos de UEFA Europa League que tiene Grecia, pero a partir de la temporada 2017/18 se ha eliminado, otorgándose estas plazas según la clasificación en liga.
A partir de la temporada 2024-25 al finalizar la fase regular los equipos son divididos en tres grupos: Campeonato (primero al cuarto clasificado); Europa (quinto al octavo lugar) y Descenso (noveno al décimo cuarto sitio de la fase regular). En los grupos de Campeonato y Europa los equipos juegan entre sí dos veces hasta sumar seis jornadas.
El ganador del Grupo de Campeonato será proclamado campeón de la Superliga y conseguirá una plaza en la Liga de Campeones de Europa, mientras que el segundo clasificado también obtendrá una plaza en la misma competencia. Los equipos que terminen en tercer y cuarto lugar se clasificarán a la Liga Europa Conferencia. En el Grupo Europa el equipo ganador del sector podrá optar a una plaza vacante en la Liga Conferencia en caso de que el Campeón de la Copa de Grecia sea uno de los equipos ubicados en el Grupo Campeonato, ya que el ganador del título de copa nacional tendrá una plaza en la Liga Europa.
En el Grupo Descenso los equipos juegan entre sí dos veces hasta sumar diez jornadas, al finalizar la temporada los dos últimos lugares del grupo descienden a la segunda división, la Super League Greece 2.

## Temporada 2025–2026
A continuación se muestra la lista de clubes que compiten en la Superliga 2025-26.
| Equipo          | Ciudad    | Estadio                          | Capacidad |
| --------------- | --------- | -------------------------------- | --------- |
| AEK Atenas      | Atenas    | Estadio Agia Sofía               | 31 100    |
| AEK Kifisia     | Kifisia   | Estadio Olímpico de Atenas       | 69 618    |
| AEL Larissa     | Larisa    | AEL FC Arena                     | 17 118    |
| Aris Salónica   | Salónica  | Estadio Kleanthis Vikelidis      | 22 800    |
| Asteras Trípoli | Trípoli   | Estadio Theodoros Kolokotronis   | 7442      |
| Atromitos       | Peristeri | Estadio Peristeri                | 9050      |
| Levadiakos      | Lebadea   | Municipal de Lebadea             | 5915      |
| OFI Creta       | Heraclión | Estadio Theodoros Vardinogiannis | 9088      |
| Olympiacos      | El Pireo  | Estadio Georgios Karaiskakis     | 32 115    |
| Panathinaikos   | Atenas    | Estadio Apostolos Nikolaidis     | 16 620    |
| Panetolikos     | Agrinio   | Estadio Panetolikos              | 7321      |
| PAOK Salónica   | Salónica  | Estadio La Tumba                 | 28 703    |
| Panserraikos    | Serres    | Municipal de Serres              | 9500      |
| Volos           | Volos     | Estadio Panthessaliko            | 22 700    |

## Palmarés
| Temporada                               | Campeón                                                                             | Subcampeón                                                                          | Tercero                                                                             | Máximo goleador                                                                     | Club                                                                                | Goles                                                                               |
| --------------------------------------- | ----------------------------------------------------------------------------------- | ----------------------------------------------------------------------------------- | ----------------------------------------------------------------------------------- | ----------------------------------------------------------------------------------- | ----------------------------------------------------------------------------------- | ----------------------------------------------------------------------------------- |
| Campeonato Panhelenico                  |                                                                                     |                                                                                     |                                                                                     |                                                                                     |                                                                                     |                                                                                     |
| 1927-28                                 | Aris Salónica (1)                                                                   | Ethnikos Piraeus                                                                    |                                                                                     | Nikolaos Angelakis                                                                  | Panathinaikos                                                                       | 4                                                                                   |
| 1928-29                                 | Campeonato no disputado                                                             | Campeonato no disputado                                                             | Campeonato no disputado                                                             | Campeonato no disputado                                                             | Campeonato no disputado                                                             | Campeonato no disputado                                                             |
| 1929-30                                 | Panathinaikos (1)                                                                   | Aris Salónica                                                                       |                                                                                     | Angelos Messaris                                                                    | Panathinaikos                                                                       | 8                                                                                   |
| 1930-31                                 | Olympiakos (1)                                                                      | Panathinaikos                                                                       |                                                                                     | Nikolaos Kitsos                                                                     | Aris Salónica                                                                       | 13                                                                                  |
| 1931-32                                 | Aris Salónica (2)                                                                   | Panathinaikos                                                                       |                                                                                     | Nikolaos Kitsos                                                                     | Aris Salónica                                                                       | 15                                                                                  |
| 1932-33                                 | Olympiakos (2)                                                                      | Aris Salónica                                                                       |                                                                                     | Giannis Vazos                                                                       | Olympiakos                                                                          | 6                                                                                   |
| 1933-34                                 | Olympiakos (3)                                                                      | Iraklis Tesalónica                                                                  |                                                                                     | Bandera de ?                                                                        |                                                                                     |                                                                                     |
| 1934-35                                 | Campeonato no disputado                                                             | Campeonato no disputado                                                             | Campeonato no disputado                                                             | Campeonato no disputado                                                             | Campeonato no disputado                                                             | Campeonato no disputado                                                             |
| 1935-36                                 | Olympiakos (4)                                                                      | Panathinaikos                                                                       |                                                                                     | Giannis Vazos                                                                       | Olympiakos                                                                          | 12                                                                                  |
| 1936-37                                 | Olympiakos (5)                                                                      | PAOK Salónica                                                                       |                                                                                     | Giannis Vazos                                                                       | Olympiakos                                                                          | 4                                                                                   |
| 1937-38                                 | Olympiakos (6)                                                                      | Apollon Smyrnis                                                                     |                                                                                     | Theologos Simeonidis                                                                | Olympiakos                                                                          | 5                                                                                   |
| 1938-39                                 | AEK Atenas (1)                                                                      | Iraklis Tesalónica                                                                  |                                                                                     | Kleanthis Maropoulos                                                                |                                                                                     |                                                                                     |
| 1939-40                                 | AEK Atenas (2)                                                                      | PAOK Salónica                                                                       |                                                                                     | Kleanthis Maropoulos                                                                |                                                                                     |                                                                                     |
| 1940-1945                               | Liga no disputada debido a la Ocupación de Grecia durante la Segunda Guerra Mundial | Liga no disputada debido a la Ocupación de Grecia durante la Segunda Guerra Mundial | Liga no disputada debido a la Ocupación de Grecia durante la Segunda Guerra Mundial | Liga no disputada debido a la Ocupación de Grecia durante la Segunda Guerra Mundial | Liga no disputada debido a la Ocupación de Grecia durante la Segunda Guerra Mundial | Liga no disputada debido a la Ocupación de Grecia durante la Segunda Guerra Mundial |
| 1945-46                                 | Aris Salónica (3)                                                                   | AEK Atenas                                                                          |                                                                                     | Kleanthis Vikelidis                                                                 | Aris Salónica                                                                       | 3                                                                                   |
| 1946-47                                 | Olympiakos (7)                                                                      | Iraklis Tesalónica                                                                  |                                                                                     | Giannis Vazos                                                                       | Olympiakos                                                                          | 12                                                                                  |
| 1947-48                                 | Olympiakos (8)                                                                      | Apollon Smyrnis                                                                     |                                                                                     | Stelios Christopoulos                                                               | Olympiakos                                                                          | 3                                                                                   |
| 1948-49                                 | Panathinaikos (2)                                                                   | Olympiakos                                                                          |                                                                                     | Vasilios Grigoriadis                                                                | Aris Salónica                                                                       | 4                                                                                   |
| 1949-50                                 | Campeonato no disputado                                                             | Campeonato no disputado                                                             | Campeonato no disputado                                                             | Campeonato no disputado                                                             | Campeonato no disputado                                                             | Campeonato no disputado                                                             |
| 1950-51                                 | Olympiakos (9)                                                                      | Panionios Atenas                                                                    |                                                                                     | Bandera de ?                                                                        |                                                                                     |                                                                                     |
| 1951-52                                 | Campeonato no disputado                                                             | Campeonato no disputado                                                             | Campeonato no disputado                                                             | Campeonato no disputado                                                             | Campeonato no disputado                                                             | Campeonato no disputado                                                             |
| 1952-53                                 | Panathinaikos (3)                                                                   | Olympiakos                                                                          | Aris Salónica                                                                       | Bandera de ?                                                                        |                                                                                     |                                                                                     |
| 1953-54                                 | Olympiakos (10)                                                                     | Panathinaikos                                                                       | AEK Atenas                                                                          | Christoforos Yientzis                                                               | PAOK Salónica                                                                       | 7                                                                                   |
| 1954-55                                 | Olympiakos (11)                                                                     | Panathinaikos                                                                       | Apollon Smyrnis                                                                     | Filippos Asimakopoulos                                                              | Panathinaikos                                                                       | 8                                                                                   |
| 1955-56                                 | Olympiakos (12)                                                                     | Ethnikos Piraeus                                                                    | Panathinaikos                                                                       | Lambis Kouiroukidis                                                                 | PAOK Salónica                                                                       | 7                                                                                   |
| 1956-57                                 | Olympiakos (13)                                                                     | Panathinaikos                                                                       | Apollon Smyrnis                                                                     | Petros Christoforidis                                                               | AO Proodeftiki                                                                      | 15                                                                                  |
| 1957-58                                 | Olympiakos (14)                                                                     | AEK Atenas                                                                          | Panathinaikos                                                                       | Kostas Georgopoulos                                                                 | Panionios Atenas                                                                    | 15                                                                                  |
| 1958-59                                 | Olympiakos (15)                                                                     | AEK Atenas                                                                          | Panionios Atenas                                                                    | Kostas Nestoridis                                                                   | AEK Atenas                                                                          | 21                                                                                  |
| Alpha Ethniki - Liga Profesional Griega |                                                                                     |                                                                                     |                                                                                     |                                                                                     |                                                                                     |                                                                                     |
| 1959-60                                 | Panathinaikos (4)                                                                   | AEK Atenas                                                                          | Olympiakos                                                                          | Kostas Nestoridis                                                                   | AEK Atenas                                                                          | 33                                                                                  |
| 1960-61                                 | Panathinaikos (5)                                                                   | Olympiakos                                                                          | Panionios Atenas                                                                    | Kostas Nestoridis                                                                   | AEK Atenas                                                                          | 27                                                                                  |
| 1961-62                                 | Panathinaikos (6)                                                                   | Olympiakos                                                                          | Apollon Smyrnis                                                                     | Kostas Nestoridis                                                                   | AEK Atenas                                                                          | 29                                                                                  |
| 1962-63                                 | AEK Atenas (3)                                                                      | Panathinaikos                                                                       | Olympiakos                                                                          | Kostas Nestoridis                                                                   | AEK Atenas                                                                          | 23                                                                                  |
| 1963-64                                 | Panathinaikos (7)                                                                   | Olympiakos                                                                          | AEK Atenas                                                                          | Mimis Papaioannou                                                                   | AEK Atenas                                                                          | 29                                                                                  |
| 1964-65                                 | Panathinaikos (8)                                                                   | AEK Atenas                                                                          | Olympiakos                                                                          | Giorgos Sideris                                                                     | Olympiakos                                                                          | 29                                                                                  |
| 1965-66                                 | Olympiakos (16)                                                                     | Panathinaikos                                                                       | AEK Atenas                                                                          | Mimis Papaioannou                                                                   | AEK Atenas                                                                          | 23                                                                                  |
| 1966-67                                 | Olympiakos (17)                                                                     | AEK Atenas                                                                          | Panathinaikos                                                                       | Giorgos Sideris                                                                     | Olympiakos                                                                          | 22                                                                                  |
| 1967-68                                 | AEK Atenas (4)                                                                      | Olympiakos                                                                          | Panathinaikos                                                                       | Thanasis Intzoglou                                                                  | Panionios Atenas                                                                    | 24                                                                                  |
| 1968-69                                 | Panathinaikos (9)                                                                   | Olympiakos                                                                          | Aris Salónica                                                                       | Giorgos Sideris                                                                     | Olympiakos                                                                          | 35                                                                                  |
| 1969-70                                 | Panathinaikos (10)                                                                  | AEK Atenas                                                                          | Olympiakos                                                                          | Antonis Antoniadis                                                                  | Panathinaikos                                                                       | 25                                                                                  |
| 1970-71                                 | AEK Atenas (5)                                                                      | Panionios Atenas                                                                    | Panathinaikos                                                                       | Giorgos Dedes                                                                       | Panionios Atenas                                                                    | 28                                                                                  |
| 1971-72                                 | Panathinaikos (11)                                                                  | Olympiakos                                                                          | AEK Atenas                                                                          | Antonis Antoniadis                                                                  | Panathinaikos                                                                       | 39                                                                                  |
| 1972-73                                 | Olympiakos (18)                                                                     | PAOK Salónica                                                                       | Panathinaikos                                                                       | Antonis Antoniadis                                                                  | Panathinaikos                                                                       | 22                                                                                  |
| 1973-74                                 | Olympiakos (19)                                                                     | Panathinaikos                                                                       | Aris Salónica                                                                       | Antonis Antoniadis                                                                  | Panathinaikos                                                                       | 26                                                                                  |
| 1974-75                                 | Olympiakos (20)                                                                     | AEK Atenas                                                                          | PAOK Salónica                                                                       | Antonis Antoniadis Washington Calcaterra                                            | Panathinaikos Ethnikos Piraeus                                                      | 20                                                                                  |
| 1975-76                                 | PAOK Salónica (1)                                                                   | AEK Atenas                                                                          | Olympiakos                                                                          | Giorgos Dedes                                                                       | AEK Atenas                                                                          | 15                                                                                  |
| 1976-77                                 | Panathinaikos (12)                                                                  | Olympiakos                                                                          | PAOK Salónica                                                                       | Thanasis Intzoglou                                                                  | Ethnikos Piraeus                                                                    | 22                                                                                  |
| 1977-78                                 | AEK Atenas (6)                                                                      | PAOK Salónica                                                                       | Panathinaikos                                                                       | Thomas Mavros                                                                       | AEK Atenas                                                                          | 22                                                                                  |
| 1978-79                                 | AEK Atenas FC (7)                                                                   | Olympiakos                                                                          | Aris Salónica                                                                       | Thomas Mavros                                                                       | AEK Atenas                                                                          | 31                                                                                  |
| 1979-80                                 | Olympiakos (21)                                                                     | Aris Salónica                                                                       | Panathinaikos                                                                       | Dusan Bajevic                                                                       | AEK Atenas                                                                          | 25                                                                                  |
| 1980-81                                 | Olympiakos (22)                                                                     | AEK Atenas                                                                          | Aris Salónica                                                                       | Dinos Kouis                                                                         | Aris Salónica                                                                       | 21                                                                                  |
| 1981-82                                 | Olympiakos (23)                                                                     | Panathinaikos                                                                       | PAOK Salónica                                                                       | Grigoris Charalambidis                                                              | Panathinaikos                                                                       | 21                                                                                  |
| 1982-83                                 | Olympiakos (24)                                                                     | AE Larisa                                                                           | AEK Atenas                                                                          | Nikos Anastopoulos                                                                  | Olympiakos                                                                          | 29                                                                                  |
| 1983-84                                 | Panathinaikos (13)                                                                  | Olympiakos                                                                          | Iraklis Tesalónica                                                                  | Nikos Anastopoulos                                                                  | Olympiakos                                                                          | 18                                                                                  |
| 1984-85                                 | PAOK Salónica (2)                                                                   | Panathinaikos                                                                       | AEK Atenas                                                                          | Thomas Mavros                                                                       | AEK Atenas                                                                          | 27                                                                                  |
| 1985-86                                 | Panathinaikos (14)                                                                  | OFI Creta                                                                           | AEK Atenas                                                                          | Nikos Anastopoulos                                                                  | Olympiakos                                                                          | 19                                                                                  |
| 1986-87                                 | Olympiakos (25)                                                                     | Panathinaikos                                                                       | OFI Creta                                                                           | Nikos Anastopoulos                                                                  | Olympiakos                                                                          | 16                                                                                  |
| 1987-88                                 | AE Larisa (1)                                                                       | AEK Atenas                                                                          | PAOK Salónica                                                                       | Henrik Nielsen                                                                      | AEK Atenas                                                                          | 21                                                                                  |
| 1988-89                                 | AEK Atenas (8)                                                                      | Olympiakos                                                                          | Panathinaikos                                                                       | Imre Boda                                                                           | Olympiakos Volos                                                                    | 20                                                                                  |
| 1989-90                                 | Panathinaikos (15)                                                                  | AEK Atenas                                                                          | PAOK Salónica                                                                       | Thomas Mavros                                                                       | Panionios Atenas                                                                    | 22                                                                                  |
| 1990-91                                 | Panathinaikos (16)                                                                  | Olympiakos                                                                          | AEK Atenas                                                                          | Dimitris Saravakos                                                                  | Panathinaikos                                                                       | 23                                                                                  |
| 1991-92                                 | AEK Atenas (9)                                                                      | Olympiakos                                                                          | Panathinaikos                                                                       | Vasilis Dimitriadis                                                                 | AEK Atenas                                                                          | 28                                                                                  |
| 1992-93                                 | AEK Atenas (10)                                                                     | Panathinaikos                                                                       | Olympiakos                                                                          | Vasilis Dimitriadis                                                                 | AEK Atenas                                                                          | 33                                                                                  |
| 1993-94                                 | AEK Atenas (11)                                                                     | Panathinaikos                                                                       | Olympiakos                                                                          | Alexandros Alexandris Krzysztof Warzycha                                            | AEK Atenas Panathinaikos                                                            | 24                                                                                  |
| 1994-95                                 | Panathinaikos (17)                                                                  | Olympiakos                                                                          | PAOK Salónica                                                                       | Krzysztof Warzycha                                                                  | Panathinaikos                                                                       | 29                                                                                  |
| 1995-96                                 | Panathinaikos (18)                                                                  | AEK Atenas                                                                          | Olympiakos                                                                          | Vassilis Tsartas                                                                    | AEK Atenas                                                                          | 26                                                                                  |
| 1996-97                                 | Olympiakos (26)                                                                     | AEK Atenas                                                                          | OFI Creta                                                                           | Alexandros Alexandris                                                               | Olympiakos                                                                          | 23                                                                                  |
| 1997-98                                 | Olympiakos (27)                                                                     | Panathinaikos                                                                       | AEK Atenas                                                                          | Krzysztof Warzycha                                                                  | Panathinaikos                                                                       | 32                                                                                  |
| 1998-99                                 | Olympiakos (28)                                                                     | AEK Atenas                                                                          | Panathinaikos                                                                       | Demis Nikolaidis                                                                    | AEK Atenas                                                                          | 22                                                                                  |
| 1999-00                                 | Olympiakos (29)                                                                     | Panathinaikos                                                                       | AEK Atenas                                                                          | Dimitris Nalitzis                                                                   | Panionios Atenas y PAOK Salónica                                                    | 24                                                                                  |
| 2000-01                                 | Olympiakos (30)                                                                     | Panathinaikos                                                                       | AEK Atenas                                                                          | Alexandros Alexandris                                                               | Olympiakos                                                                          | 20                                                                                  |
| 2001-02                                 | Olympiakos (31)                                                                     | AEK Atenas                                                                          | Panathinaikos                                                                       | Alexandros Alexandris                                                               | Olympiakos                                                                          | 19                                                                                  |
| 2002-03                                 | Olympiakos (32)                                                                     | Panathinaikos                                                                       | AEK Atenas                                                                          | Nikos Liberopoulos                                                                  | Panathinaikos                                                                       | 16                                                                                  |
| 2003-04                                 | Panathinaikos (19)                                                                  | Olympiakos                                                                          | PAOK Salónica                                                                       | Giovanni Silva de Oliveira                                                          | Olympiakos                                                                          | 21                                                                                  |
| 2004-05                                 | Olympiakos (33)                                                                     | Panathinaikos                                                                       | AEK Atenas                                                                          | Theofanis Gekas                                                                     | Kallithea FC                                                                        | 18                                                                                  |
| 2005-06                                 | Olympiakos (34)                                                                     | AEK Atenas                                                                          | Panathinaikos                                                                       | Dimitris Salpigidis                                                                 | PAOK Salónica                                                                       | 17                                                                                  |
| Superliga Griega                        |                                                                                     |                                                                                     |                                                                                     |                                                                                     |                                                                                     |                                                                                     |
| 2006-07                                 | Olympiakos (35)                                                                     | AEK Atenas                                                                          | Panathinaikos                                                                       | Nikos Liberopoulos Rivaldo                                                          | AEK Atenas Olympiakos                                                               | 17                                                                                  |
| 2007-08                                 | Olympiakos (36)                                                                     | Panathinaikos (*)                                                                   | AEK Atenas                                                                          | Ismael Blanco                                                                       | AEK Atenas                                                                          | 19                                                                                  |
| 2008-09                                 | Olympiakos (37)                                                                     | Panathinaikos (*)                                                                   | AEK Atenas                                                                          | Ismael Blanco Luciano Galletti                                                      | AEK Atenas Olympiakos                                                               | 14                                                                                  |
| 2009-10                                 | Panathinaikos (20)                                                                  | PAOK Salónica (*)                                                                   | AEK Atenas                                                                          | Djibril Cissé                                                                       | Panathinaikos                                                                       | 23                                                                                  |
| 2010-11                                 | Olympiakos (38)                                                                     | Panathinaikos (*)                                                                   | PAOK Salónica                                                                       | Djibril Cissé                                                                       | Panathinaikos                                                                       | 20                                                                                  |
| 2011-12                                 | Olympiakos (39)                                                                     | Panathinaikos (*)                                                                   | AEK Atenas                                                                          | Kevin Mirallas                                                                      | Olympiakos                                                                          | 20                                                                                  |
| 2012-13                                 | Olympiakos (40)                                                                     | PAOK Salónica (*)                                                                   | Atromitos FC                                                                        | Rafik Djebbour                                                                      | Olympiakos                                                                          | 20                                                                                  |
| 2013-14                                 | Olympiakos (41)                                                                     | Panathinaikos (*)                                                                   | PAOK Salónica                                                                       | Esteban Solari                                                                      | Xanthi FC                                                                           | 16                                                                                  |
| 2014-15                                 | Olympiakos (42)                                                                     | Panathinaikos (*)                                                                   | Asteras Tripolis                                                                    | Jerónimo Barrales                                                                   | Asteras Tripolis                                                                    | 17                                                                                  |
| 2015-16                                 | Olympiakos (43)                                                                     | PAOK Salónica (*)                                                                   | Panathinaikos                                                                       | Kostas Fortounis                                                                    | Olympiakos                                                                          | 18                                                                                  |
| 2016-17                                 | Olympiakos (44)                                                                     | AEK Atenas (*)                                                                      | Panathinaikos                                                                       | Marcus Berg                                                                         | Panathinaikos                                                                       | 22                                                                                  |
| 2017-18                                 | AEK Atenas (12)                                                                     | PAOK Salónica                                                                       | Olympiakos                                                                          | Aleksandar Prijović                                                                 | PAOK Salónica                                                                       | 19                                                                                  |
| 2018-19                                 | PAOK Salónica (3)                                                                   | Olympiakos                                                                          | AEK Atenas                                                                          | Efthimis Koulouris                                                                  | Atromitos FC                                                                        | 19                                                                                  |
| 2019-20                                 | Olympiakos (45)                                                                     | PAOK Salónica                                                                       | AEK Atenas                                                                          | Youssef El-Arabi                                                                    | Olympiakos                                                                          | 20                                                                                  |
| 2020-21                                 | Olympiakos (46)                                                                     | PAOK Salónica                                                                       | Aris Salónica                                                                       | Youssef El-Arabi                                                                    | Olympiakos                                                                          | 19                                                                                  |
| 2021-22                                 | Olympiakos (47)                                                                     | PAOK Salónica                                                                       | Aris Salónica                                                                       | Tom van Weert                                                                       | Volos NFC                                                                           | 17                                                                                  |
| 2022-23                                 | AEK Atenas (13)                                                                     | Panathinaikos                                                                       | Olympiakos                                                                          | Cédric Bakambu                                                                      | Olympiakos                                                                          | 18                                                                                  |
| 2023-24                                 | PAOK Salónica (4)                                                                   | AEK Atenas                                                                          | Olympiakos                                                                          | Loren Morón                                                                         | Aris Salónica                                                                       | 20                                                                                  |
| 2024-25                                 | Olympiakos (48)                                                                     | Panathinaikos                                                                       | PAOK                                                                                | Jefté                                                                               | Panserraikos                                                                        | 19                                                                                  |

## Títulos por club
| Club                  | Títulos | Subtítulos | Años campeón |
| --------------------- | ------- | ---------- | --- |
| Olympiakos FC         | 48      | 17         | 1931, 1933, 1934, 1936, 1937, 1938, 1947, 1948, 1951, 1954, 1955, 1956, 1957, 1958, 1959, 1966, 1967, 1973, 1974, 1975, 1980, 1981, 1982, 1983, 1987, 1997, 1998, 1999, 2000, 2001, 2002, 2003, 2005, 2006, 2007, 2008, 2009, 2011, 2012, 2013, 2014, 2015, 2016, 2017, 2020, 2021, 2022, 2025 |
| Panathinaikos FC      | 20      | 27         | 1930, 1949, 1953, 1960, 1961, 1962, 1964, 1965, 1969, 1970, 1972, 1977, 1984, 1986, 1990, 1991, 1995, 1996, 2004, 2010 |
| AEK Atenas FC         | 13      | 20         | 1939, 1940, 1963, 1968, 1971, 1978, 1979, 1989, 1992, 1993, 1994, 2018, 2023 |
| PAOK Salónica FC      | 4       | 11         | 1976, 1985, 2019, 2024 |
| Aris Salónica FC      | 3       | 3          | 1928, 1932, 1946 |
| AE Larisa             | 1       | 1          | 1988 |
| GS Iraklis Tesalónica | -       | 3          | ----- |
| Panionios FC          | -       | 2          | ----- |
| Apollon Smyrni FC     | -       | 2          | ----- |
| Ethnikos Piraeus FC   | -       | 2          | ----- |
| OFI Creta             | -       | 1          | ----- |

## Clasificación histórica
Clasificación histórica desde la instauración de la Liga Profesional Griega en la temporada 1959-60, hasta finalizada la Superliga 2018-19. Sólo los clubes Olympiacos FC, PAOK Tesalónica FC y Panathinaikos FC han competido en estas 61 temporadas.
| N.º | Club                  | Temp. | Puntos | P.D. | P.G. | P.E. | P.P. | G.F. | G.C.  | penaliz. |
| --- | --------------------- | ----- | ------ | ---- | ---- | ---- | ---- | ---- | ----- | -------- |
| 1   | Olympiakos            | 61    | 4180   | 1910 | 1266 | 387  | 257  | 3843 | 1420  | -5 ptos. |
| 2   | Panathinaikos         | 61    | 3935   | 1911 | 1181 | 425  | 305  | 3633 | 1505  | -33      |
| 3   | AEK Atenas            | 58    | 3635   | 1842 | 1076 | 428  | 338  | 3394 | 1600  | -21      |
| 4   | PAOK Salónica         | 61    | 3291   | 1918 | 940  | 490  | 478  | 2942 | 1855  | -20      |
| 5   | Aris Salónica         | 55    | 2471   | 1721 | 687  | 474  | 560  | 2123 | 1888  | -15      |
| 6   | Panionios Atenas      | 59    | 2393   | 1820 | 636  | 487  | 717  | 2178 | 2312  | -2       |
| 7   | Iraklis de Tesalónica | 53    | 2332   | 1686 | 623  | 469  | 594  | 2102 | 2016  | -6       |
| 8   | OFI Creta             | 42    | 1757   | 1318 | 487  | 306  | 525  | 1643 | 1733  | -10      |
| 9   | Apollon Atenas        | 40    | 1485   | 1296 | 382  | 345  | 579  | 1371 | 1709  | -6       |
| 10  | Ethnikos Piraeus      | 36    | 1387   | 1164 | 358  | 322  | 484  | 1309 | 1551  | -9       |
| 11  | Skoda Xanthi          | 30    | 1227   | 948  | 326  | 249  | 373  | 1102 | 1192  |          |
| 12  | AE Larisa             | 29    | 1190   | 926  | 315  | 251  | 360  | 1019 | 1155  | -6       |
| 13  | PAS Giannina          | 24    | 910    | 764  | 236  | 208  | 320  | 803  | 989   |          |
| 14  | Panachaiki Patras     | 26    | 903    | 852  | 231  | 225  | 396  | 848  | 1.254 | -15      |
| 15  | Egaleo FC             | 23    | 844    | 726  | 225  | 171  | 330  | 721  | 1039  | -2       |
| 16  | Panserraikos          | 24    | 813    | 784  | 202  | 207  | 375  | 682  | 1077  |          |
| 17  | Atromitos FC          | 19    | 735    | 574  | 191  | 167  | 216  | 572  | 637   | -5       |
| 18  | Doxa Dramas           | 21    | 731    | 670  | 187  | 176  | 307  | 706  | 984   |          |
| 19  | AO Kavala             | 19    | 715    | 638  | 190  | 145  | 303  | 605  | 897   |          |
| 20  | Apollon Kalamarias    | 20    | 614    | 616  | 143  | 192  | 281  | 549  | 874   | -7       |
| 21  | Levadiakos FC         | 18    | 613    | 564  | 163  | 124  | 277  | 538  | 804   |          |
| 22  | Ionikos FC (Nikea)    | 16    | 587    | 512  | 151  | 139  | 222  | 552  | 727   | -5       |
| 23  | Pierikos (Katerini)   | 16    | 585    | 516  | 151  | 133  | 232  | 581  | 776   | -1       |
| 24  | Veria FC              | 17    | 539    | 520  | 139  | 136  | 243  | 466  | 733   | -16      |
| 25  | Asteras Tripolis      | 13    | 509    | 368  | 135  | 104  | 129  | 409  | 384   |          |
| 26  | Proodeftiki FC        | 15    | 505    | 474  | 121  | 142  | 211  | 493  | 679   |          |
| 27  | Kastoria FC           | 10    | 349    | 336  | 89   | 83   | 164  | 316  | 517   | -1       |
| 28  | Athinaikos FC         | 9     | 343    | 302  | 90   | 73   | 139  | 300  | 422   |          |
| 29  | Olympiakos Volos      | 9     | 318    | 298  | 83   | 69   | 146  | 270  | 446   |          |
| 30  | Panetolikos FC        | 9     | 316    | 282  | 80   | 76   | 126  | 262  | 364   |          |
| 31  | Ergotelis FC          | 9     | 299    | 278  | 76   | 71   | 131  | 275  | 389   |          |
| 32  | Paniliakos FC         | 8     | 249    | 230  | 66   | 51   | 113  | 261  | 358   |          |
| 33  | Fostiras FC           | 7     | 243    | 226  | 61   | 60   | 105  | 225  | 348   |          |
| 34  | Kalamata FC           | 7     | 239    | 234  | 58   | 65   | 111  | 235  | 374   |          |
| 35  | Kerkyra FC            | 7     | 235    | 244  | 56   | 67   | 121  | 212  | 342   |          |
| 36  | AO Trikala            | 7     | 211    | 226  | 53   | 52   | 121  | 238  | 398   |          |
| 37  | Edessaikos FC         | 5     | 188    | 170  | 52   | 32   | 86   | 212  | 290   |          |
| 38  | Panegialios FC        | 6     | 186    | 180  | 48   | 42   | 90   | 157  | 278   |          |
| 39  | Panthrakikos FC       | 6     | 182    | 188  | 47   | 41   | 100  | 166  | 286   |          |
| 40  | PAS Korinthos         | 5     | 174    | 170  | 46   | 36   | 88   | 155  | 264   |          |
| 41  | FC Platanias          | 5     | 170    | 158  | 45   | 35   | 78   | 148  | 223   |          |
| 42  | Vyzas FC (Megara)     | 4     | 155    | 132  | 42   | 29   | 61   | 152  | 213   |          |
| 43  | Niki Volos FC         | 6     | 148    | 184  | 36   | 40   | 108  | 143  | 333   |          |
| 44  | Ethnikos Asteras      | 4     | 142    | 134  | 36   | 34   | 64   | 126  | 204   |          |
| 45  | Rodos FC              | 4     | 136    | 136  | 36   | 28   | 72   | 138  | 228   |          |
| 46  | Kallithea FC          | 4     | 110    | 120  | 24   | 38   | 58   | 133  | 181   |          |
| 47  | Kalloni FC            | 3     | 99     | 98   | 26   | 21   | 51   | 84   | 154   |          |
| 48  | Panelefsiniakos FC    | 3     | 94     | 98   | 20   | 34   | 44   | 92   | 156   |          |
| 49  | APO Akratitos         | 4     | 90     | 116  | 22   | 24   | 70   | 112  | 219   |          |
| 50  | AO Chalkidona         | 2     | 83     | 60   | 23   | 14   | 23   | 74   | 77    |          |
| 51  | Diagoras FC           | 3     | 79     | 90   | 20   | 25   | 45   | 75   | 114   | -6       |
| 52  | Lamia FC              | 3     | 67     | 60   | 15   | 22   | 23   | 48   | 71    |          |
| 53  | Olympiakos Nicosia    | 3     | 53     | 102  | 11   | 21   | 70   | 73   | 240   | -1       |
| 54  | Makedonikos FC        | 1     | 40     | 34   | 11   | 7    | 16   | 30   | 52    |          |
| 55  | APOEL Nicosia         | 1     | 38     | 34   | 11   | 5    | 18   | 39   | 48    |          |
| 56  | Pankorinthiakos FC    | 1     | 34     | 30   | 9    | 7    | 14   | 27   | 45    |          |
| 57  | Olympiakos Chalkidas  | 1     | 30     | 30   | 6    | 12   | 12   | 21   | 41    |          |
| 58  | AC Chalkis            | 1     | 29     | 34   | 7    | 8    | 19   | 38   | 61    |          |
| 59  | Megas Alexandros      | 1     | 21     | 30   | 4    | 9    | 17   | 27   | 60    |          |
| 60  | Naoussa FC            | 1     | 18     | 34   | 5    | 3    | 26   | 38   | 76    |          |
| 61  | Thermaikos Salónica   | 1     | 17     | 30   | 3    | 8    | 19   | 33   | 75    |          |
| 62  | Thrasyvoulos FC       | 1     | 14     | 30   | 3    | 5    | 22   | 22   | 53    |          |
| 63  | Atromitos Pireo       | 1     | 12     | 30   | 2    | 7    | 21   | 19   | 65    | -1       |
| 64  | EPA Larnaca           | 1     | 12     | 34   | 3    | 4    | 27   | 23   | 76    | -1       |
| 65  | AE Nikaia             | 1     | 11     | 30   | 2    | 5    | 23   | 20   | 73    |          |
| 66  | AC Omonia Nicosia     | 1     | 9      | 34   | 1    | 7    | 26   | 22   | 71    | -1       |
| 67  | AEL Limassol          | 1     | 7      | 34   | 2    | 1    | 31   | 20   | 125   |          |
| 68  | Volos NFC             | 1     | 0      | 0    | 0    | 0    | 0    | 0    | 0     |          |

## Estadísticas jugadores

### Goleadores históricos
- Los 10 máximos goleadores históricos de la Superliga
| Rank | Futbolista             | Goles | Clubes                                                       |
| ---- | ---------------------- | ----- | ------------------------------------------------------------ |
| 1    | Thomas Mavros          | 261   | AEK Atenas FC, Panionios FC                                  |
| 2    | Krzysztof Warzycha     | 245   | Panathinaikos FC                                             |
| 3    | Mimis Papaioannou      | 234   | AEK Atenas FC                                                |
| 4    | Giorgos Sideris        | 229   | Olympiacos FC                                                |
| 5    | Antonis Antoniadis     | 187   | Panathinaikos FC, Olympiacos FC                              |
| 6    | Alexandros Alexandris  | 186   | Veria FC, AEK Atenas FC, Olympiacos FC, AEL FC, Kallithea FC |
| 7    | Dimitris Saravakos     | 186   | Panionios FC, Panathinaikos FC, AEK Atenas FC                |
| 8    | Giorgos Dedes          | 181   | Panionios FC, AEK Atenas FC                                  |
| 9    | Nikos Anastopoulos     | 179   | Panionios FC, Olympiacos FC, Ionikos FC                      |
| 10   | Michalis Kritikopoulos | 175   | Panegialios FC, Ethnikos Piraeus FC, Olympiacos FC           |

### Partidos disputados
| Rank               | Futbolista          | Apariciones | Clubes                                                                                    |
| ------------------ | ------------------- | ----------- | ----------------------------------------------------------------------------------------- |
| 1                  | Mimis Domazos       | 536         | Panathinaikos FC, AEK Atenas FC                                                           |
| 2                  | Nikos Nioplias      | 509         | OFI Crete FC, Panathinaikos FC, Chalkidona FC                                             |
| 3                  | Giorgos Koudas      | 504         | PAOK Tesalónica FC                                                                        |
| 4                  | Thomas Mavros       | 501         | Panionios FC, AEK Atenas FC                                                               |
| 5                  | Savvas Kofidis      | 493         | GS Iraklis Tesalónica, Olympiacos FC, Aris Tesalónica FC                                  |
| 6                  | Mimis Papaioannou   | 480         | AEK Atenas FC                                                                             |
| 6                  | Stathis Chaitas     | 480         | Panionios FC, AEL FC                                                                      |
| 8                  | Giorgos Skartados   | 478         | Diagoras FC, PAOK Tesalónica FC, GS Iraklis Tesalónica, Olympiacos FC                     |
| 9                  | Georgios Georgiadis | 476         | Doxa Drama FC, Panathinaikos FC, PAOK Tesalónica FC, Olympiacos FC, GS Iraklis Tesalónica |
| 10                 | Dinos Kouis         | 473         | Aris Tesalónica FC                                                                        |
| Jugadores foráneos |                     |             |                                                                                           |
| 1                  | Krzysztof Warzycha  | 390         | Panathinaikos FC                                                                          |
| 2                  | Predrag Đorđević    | 375         | Paniliakos AO, Olympiacos FC                                                              |
| 3                  | Toni Savevski       | 357         | AEK Atenas FC                                                                             |
| 4                  | Daniel Batista      | 316         | Ethnikos Piraeus FC, Olympiacos FC, AEK Atenas FC, Aris Tesalónica FC                     |
| 5                  | Noni Lima           | 291         | Panionios FC                                                                              |